# (10501) Ardmacha
(10501) Ardmacha est un astéroïde de la ceinture principale.

## Description
(10501) Ardmacha est un astéroïde de la ceinture principale. Il fut découvert le 19 juillet 1987 à l'Observatoire Palomar par Eleanor Francis Helin. Il présente une orbite caractérisée par un demi-grand axe de 2,72 UA, une excentricité de 0,26 et une inclinaison de 8,7° par rapport à l'écliptique.

## Compléments